# 글리제 445
글리제 445(Gliese 445) 또는 AC+79 3888은 폴라리스 근처 기린자리 방향으로 지구로부터 약 17.6광년 떨어져 있는 항성이다. 이 별은 분광형 M형의 적색 왜성이다. 17.6광년은 우주적 관점으로 볼 때는 바로 옆으로 비유할 수 있을 정도로 가까운 간격이지만, 적색 왜성 자체가 어둡기 때문에 겉보기 등급은 11로 맨눈으로는 볼 수 없다. 망원경 등의 광학 관측기구가 있을 경우, 북회귀선보다 높은 위도에 거주하고 있는 사람들은 이 별을 밤 내내 관찰할 수 있다.
이 별은 질량이 태양의 30퍼센트 정도이며 매우 어둡기 때문에, 외계 행성을 거느리고 있더라도 우리에게 익숙한 형태의 생명체가 살기에는 힘든 환경일 것으로 추측하고 있다.
보이저 1호가 앞으로 4만 년 후 이 별로부터 1.6광년 떨어진 곳까지 접근할 것이다.
보이저 1호가 우주 공간을 천천히 움직이면서 AC+79 3888에 접근하는 동안에도 AC+79 3888 자체는 빠른 속도로 태양을 향해 접근할 것이다. 보이저가 AC+79 3888에 최근접하는 그때 AC+79 3888 역시 태양에 3광년 거리까지 다가올 것이다. 그러나 이 정도까지 다가오더라도 밝기는 맨눈으로 볼 수 있는 한계치보다 두 배는 더 어둡기 때문에, 인간이 밤하늘에서 망원경 없이 이 별을 볼 수는 없다.

## 같이 보기
- 항성 목록

## 참고 문헌
1. 1 2 3 4 5 6 7  “LHS 2459  -- High proper-motion Star, database entry”. SIMBAD. 2009년 6월 6일에 확인함.
2. ↑  AC+79 3888, entry, Catalogue of nearest stars until 10pc, V. A. Zakhozhaj, CDS ID V/101.
3. 1 2 3  168쪽, Planets Beyond: Discovering the Outer Solar System, Mark Littmann, Mineola, New York: Courier Dover Publications, 2004, ISBN 0-486-43602-0.
4. ↑  NASA – Voyager - Mission - Interstellar Mission